# Тяньгун-1
«Тяньгун-1» (кит. упр. 天宫一号, пиньинь tiān gōng yī hào, палл. тяньгун и хао, буквально: «Небесный дворец — 1») — первый китайский космический аппарат класса орбитальной станции, созданный по Проекту 921-2, именуемый как целевой модуль и предназначенный для отработки технологий сближения и стыковки космических аппаратов. «Тяньгун-1» стал первой не советской и не американской свободно летящей пилотируемой орбитальной станцией, меньшей по размерам, но аналогичной по функциям советским орбитальным станциям первого поколения «Салют» и «Алмаз».
С «Тяньгун-1» связаны первые в китайской космической программе стыковки: «Тяньгун-1» принимает беспилотные и пилотируемые корабли «Шэньчжоу».
Китай планировал последовательно создать ещё две сравнительно небольшие посещаемые орбитальные станции этой серии Проекта 921-2 («Тяньгун-2» в 2016 году и «Тяньгун-3» в 2018 году), однако проект «Тяньгун-3» был отменён ради сосредоточения сил и средств для создания многомодульной постоянно действующей пилотируемой орбитальной станции «Тяньгун» со сроком службы не менее 10 лет (действует с 2021 года).

## Устройство станции
«Тяньгун-1» создан на базе корабля «Шэньчжоу», но существенно от него отличается. Модуль состоит из двух секций разного диаметра.
Общие данные:
- Масса — 8506 кг;
- Длина — 10,4 метра;
- Ширина (по солнечным батареям) — 17 метров;
- Жилой объём станции — 15 кубометров.

На месте спускаемого аппарата и бытового отсека (орбитального модуля) установлен лабораторный отсек диаметром 3,4 м, выполненный в форме цилиндра. В передней части отсека (и всего модуля) установлен андрогинно-периферийный стыковочный агрегат типа АПАС-89 (аналогичный тем, что были установлены на модуле «Кристалл» орбитальной станции «Мир», а также тем, которые установлены на гермоадаптерах АС МКС, на модуле «Заря» (ФГБ) обращённом к АС МКС, были установлены на кораблях системы спейс-шаттл), задним торцом отсек соединен через конический переходник со служебным отсеком.
Служебный (приборно-агрегатный) отсек имеет тот же диаметр 2,35 м, как у кораблей серии «Шэньчжоу», но короче, чем на них. На нём также установлены две панели солнечных батарей мощностью около 7000 ватт, несколько большего размаха, чем у корабля «Шэньчжоу».

## Задачи
Первоочередными задачами «Тяньгун-1» являются отработка процесса стыковки с кораблями серии «Шэньчжоу», обеспечение нормальной жизнедеятельности, работы и безопасности космонавтов в период кратковременного пребывания на борту (от 12 до 20 суток), эксперименты в сфере космической медицины, в области использования космического пространства, а также испытания технического оборудования космической станции.
Представитель объединения космических технологий Китая Ян Хун, отвечающий за разработку технологий космического аппарата «Тяньгун-1», рассказал, что модуль выполнит четыре задачи:
- целевой модуль «Тяньгун-1» совместно с космическим кораблем выполнит задачу сближения и стыковки космических аппаратов на орбите;
- «Тяньгун-1» возьмет на себя задачу контроля и управления единым космическим аппаратом, составленным из космического корабля «Шэньчжоу-8» и космического модуля «Тяньгун-1» после их стыковки;
- создание необходимых условий для поддержания жизни и работы космонавтов в космическом аппарате, сформированном после стыковки «Шэньчжоу-8» и «Тяньгун-1»;
- проведение космических технических испытаний и предварительной технической проверки для создания космической станции в будущем[13].

Модуль выполнил целый ряд космических научных и прикладных задач, включая съёмку земной поверхности с использованием оптико-электронной системы и гиперспектрометра.
Модуль был способен обеспечивать жизнедеятельность 3 космонавтов в течение 20 суток. Большую часть времени модуль работал в беспилотном режиме.

## Запуск
Запуск состоялся 29 сентября 2011 года в 17:16 (MSK), (13:16 GMT), с помощью модернизированной ракеты-носителя «Чанчжэн-2F» (CZ-2FT1) с китайского космодрома Цзюцюань, расположенного в провинции Ганьсу.
По сравнению с исходным вариантом, применённым для выведения на орбиту семи кораблей «Шэньчжоу», в новую модель ракеты внесены 170 технологических изменений, в том числе 38 крупных. Самым заметным внешним отличием стал новый головной обтекатель диаметром 4,2 м и длиной около 12 м. Для беспилотного «Тяньгуна» не нужна система аварийного спасения, поэтому отсутствует её двигательная установка. Носовая часть обтекателя стала овальной.
Модуль «Тяньгун-1» успешно отделился от второй ступени ракеты-носителя «Чанчжэн-2FT1» на высоте 200 километров через девять минут после старта в 21:25:45.657 по пекинскому времени.

## Запуски к «Тяньгун-1»

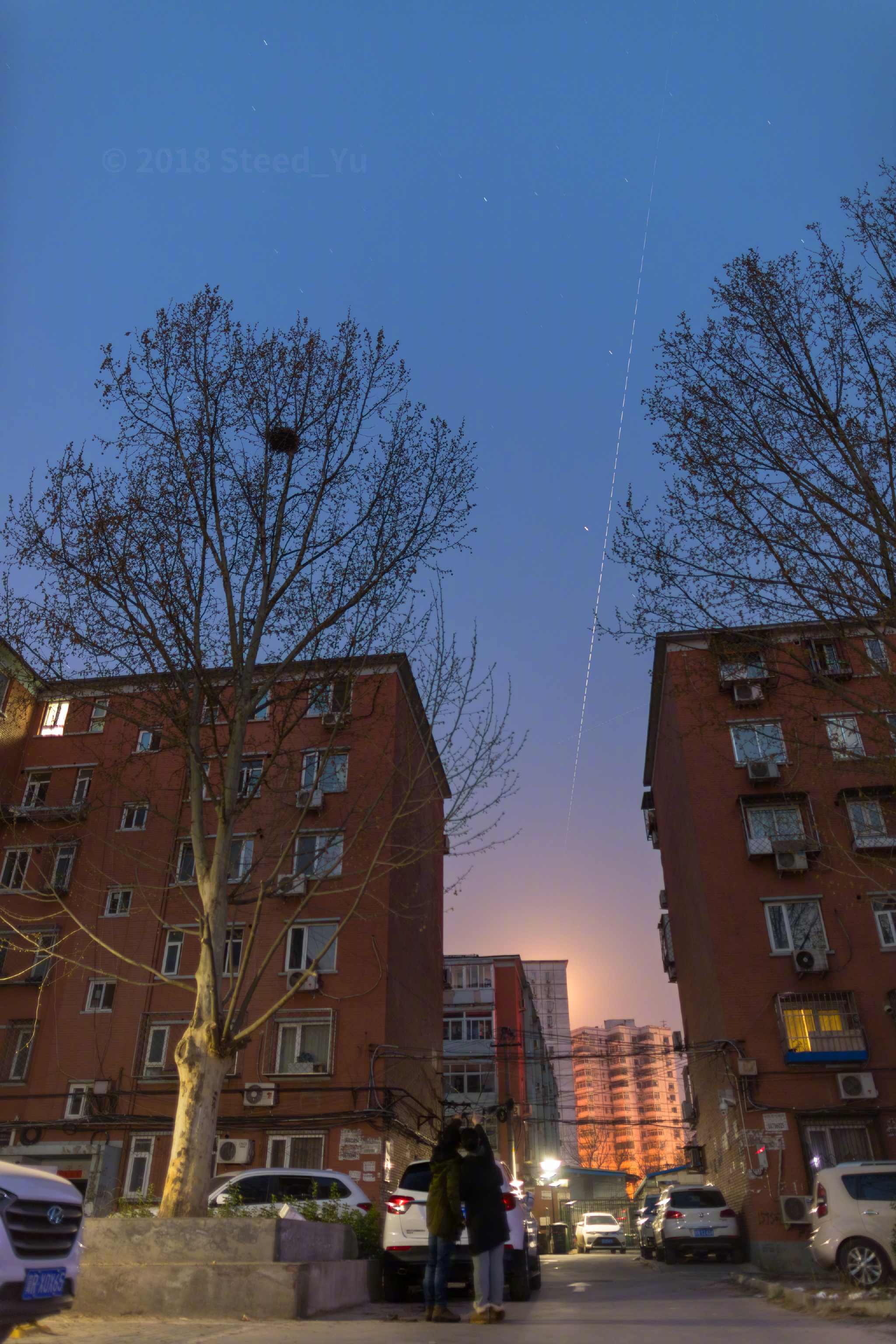
2 апреля 2018 года в 5:25 утра станция «Тянгун-1» прошла над Пекином, оставив яркий след в небе

Программа полётов:
| Корабль     | Дата                                           | Экипаж                             | Задачи                                                                            |
| ----------- | ---------------------------------------------- | ---------------------------------- | --------------------------------------------------------------------------------- |
| Шэньчжоу-8  | 31 октября — 17 ноября 2011 года (осуществлён) | беспилотный                        | первый тест сближения и стыковки (успешные автоматические стыковки 2 и 14 ноября) |
| Шэньчжоу-9  | 16 июня — 29 июня 2012 года (осуществлён)      | Цзин Хайпэн, Лю Ян, Лю Ван.        | [ 21 ]                                                                            |
| Шэньчжоу-10 | 11 июня — 26 июня 2013 года (осуществлён)      | Не Хайшэн, Чжан Сяогуан, Ван Япин. | [ 22 ]                                                                            |

## Прекращение связи
21 марта 2016 года в китайских СМИ появилась заметка о том, что связь со станцией «Тяньгун-1» прервалась.

## Сход с орбиты и сгорание в атмосфере
2 апреля 2018 года, в 0:15 — 0:16 UTC станция «Тянгун-1» вошла в атмосферу Земли в центральной части южной половины Тихого океана, большая часть станции сгорела в атмосфере.